# Salka
Salka, ungarisch Ipolyszalka (bis 1927 slowakisch auch „Sokolová“; ungarisch auch Szalka) ist eine Gemeinde im Westen der Slowakei mit 983 Einwohnern (Stand 31. Dezember 2024), die zum Okres Nové Zámky, einem Kreis des Nitriansky kraj gehört.

## Geographie

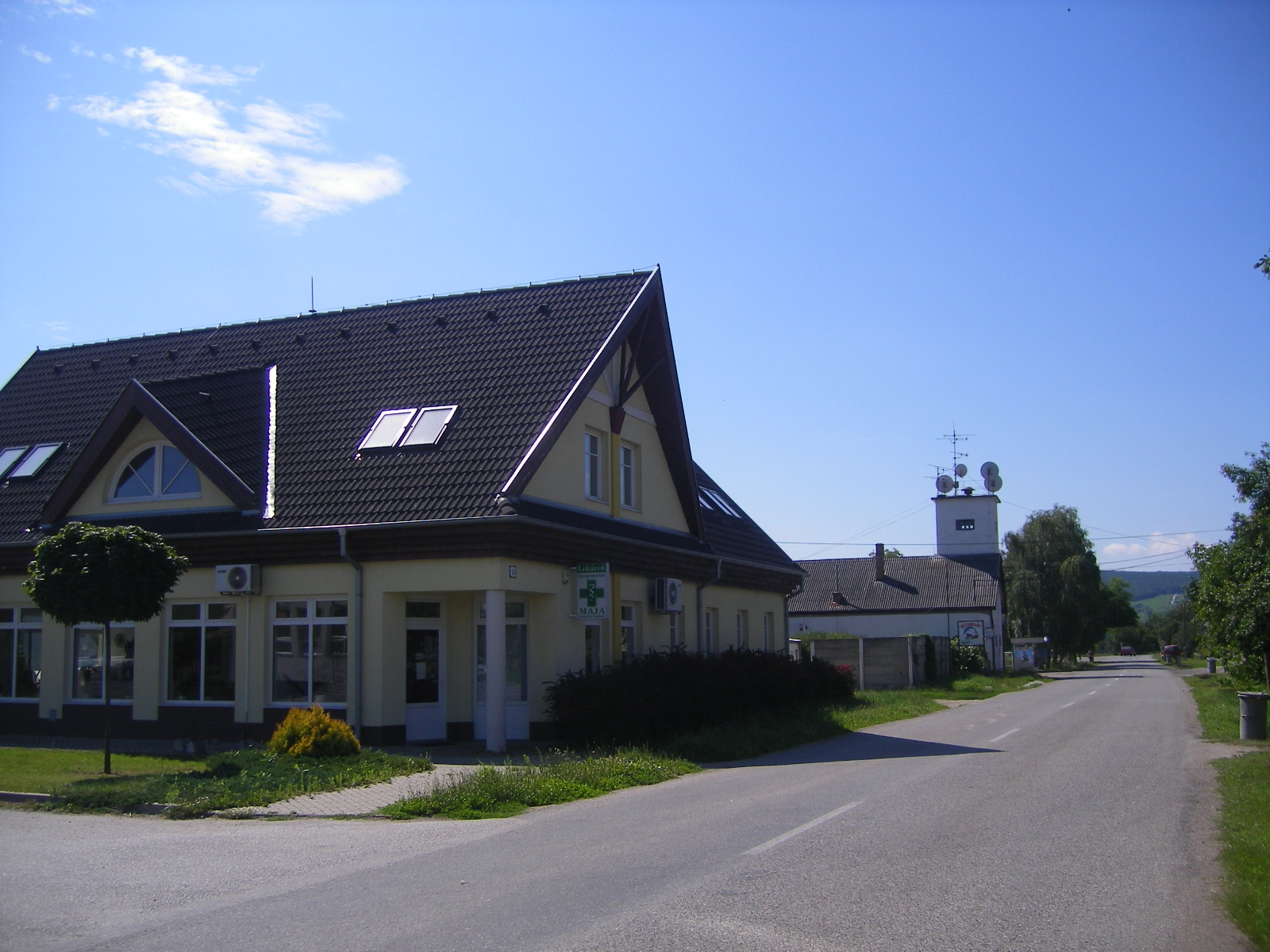
Straßenansicht in Salka

Die Gemeinde befindet sich im Hügelland Ipeľská pahorkatina (Teil des Donauhügellands) am rechten Ufer des Ipeľ, der hier zugleich die Staatsgrenze zu Ungarn bildet. Zusätzlich sind das Kleingebirge Burda südlich sowie das ungarische Börzsöny jenseits des Ipeľ sichtbar. Die Höhe variiert von 108 m n.m. bis 288 m n.m. und das 26 km² große Gemeindegebiet ist von Braunerde und Aulandschaft bedeckt. Das Ortszentrum liegt auf einer Höhe von 110 m n.m. und ist 11 Kilometer von Štúrovo sowie 64 Kilometer von Nové Zámky entfernt.
Seit 1994 besteht in Salka ein Grenzübergang, der zur ungarischen Gemeinde Letkés führt.

## Geschichte

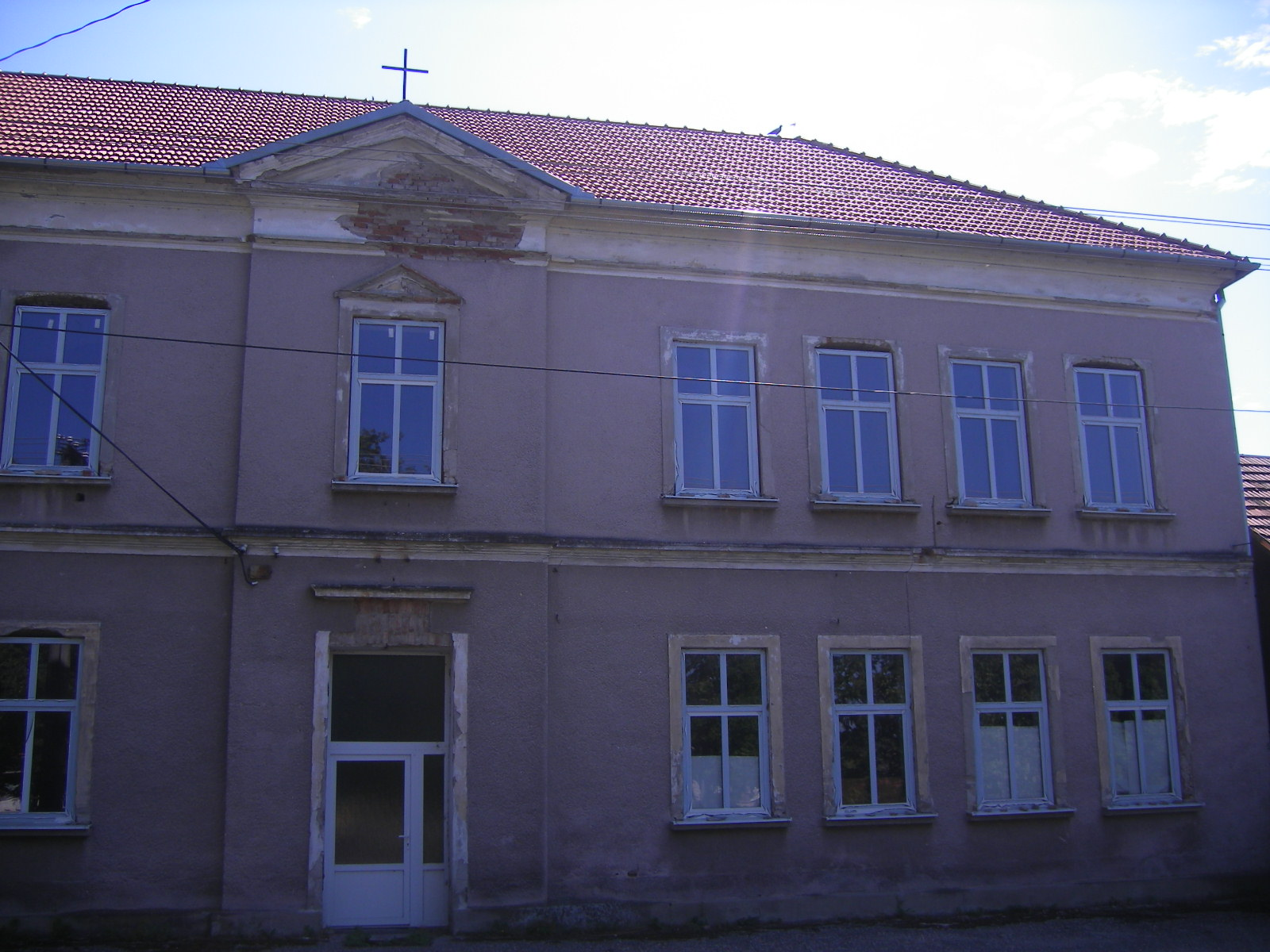
Altes Schulgebäude, 1907 erbaut

Der Ort wurde zum ersten Mal 1156 als Zalka schriftlich erwähnt, als ein Salzlager und eine Salzmautstelle von Nána und Parkan dorthin verlegt wurden. 1261 kam Salka zum Gut des Erzbistums Gran, das das Dorf bis 1848 als Besitz behielt. 1554 ereignete sich beim Ort eine Schlacht zwischen Ungarn und den Osmanen. 1570 gab es hier 69 Haushalte sowie eine Wassermühle. In den türkischen Verzeichnissen war Salka als großes Dorf geführt. 1754 erhielt das Dorf von Kaiserin Maria Theresia das Marktrecht, das zwar 1888 wieder aufgehoben wurde, dennoch fanden bis 1945 regelmäßig Märkte statt. 1828 sind 195 Häuser und 1173 Einwohner, die in Landwirtschaft, teilweise noch Weinbau und Viehzucht beschäftigt waren, verzeichnet.
Bis 1919 gehörte der im Komitat Hont liegende Ort zum Königreich Ungarn und kam danach zur Tschechoslowakei. Auf Grund des Ersten Wiener Schiedsspruchs lag er 1938–1945 noch einmal in Ungarn.

## Bevölkerung
| Jahr                | 1994 | 2004    | 2014    | 2024    |
| ------------------- | ---- | ------- | ------- | ------- |
| Anzahl der Personen | 1107 | 1059    | 1017    | 983     |
| Unterschied         |      | −4,33 % | −3,96 % | −3,34 % |

| Jahr                | 2023 | 2024    |
| ------------------- | ---- | ------- |
| Anzahl der Personen | 979  | 983     |
| Unterschied         |      | +0,40 % |

Ergebnisse nach der Volkszählung 2001 (1075 Einwohner):
| Nach Ethnie: - 93,12 % Magyaren - 5,77 % Slowaken - 0,37 % Tschechen - 0,09 % Polen | Nach Konfession: - 96,09 % römisch-katholisch - 1,58 % konfessionslos - 0,56 % keine Angabe - 0,09 % evangelisch - 0,09 % orthodox |

## Bauwerke

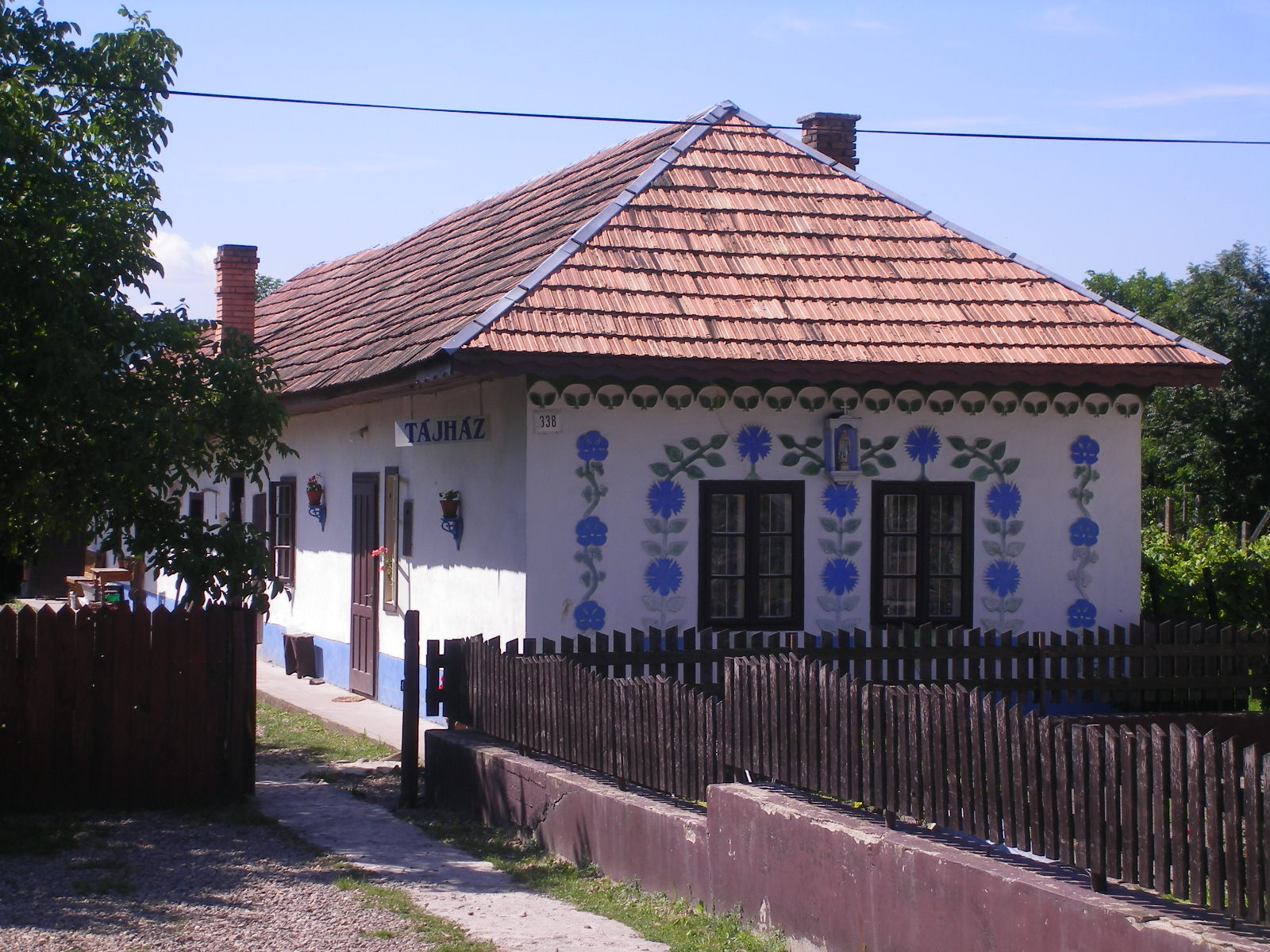
Dorfmuseum

- römisch-katholische Mariä-Himmelfahrt-Kirche im spätbarocken Stil aus der zweiten Hälfte des 18. Jahrhunderts, 1950 erweitert
- Dorfmuseum